# Holt McDougal
Holt McDougal – amerykańskie wydawnictwo, imprint Houghton Mifflin Harcourt, specjalizująca się w podręcznikach do użytku w szkołach średnich. Nazwa wzięła się od amerykańskiego wydawcy Henry’ego Holta (1840-1926), współzałożyciela jednego z najwcześniejszych amerykańskich wydawnictw. Firma różni się jednak od Henry Holt and Company, która twierdzi, że jej historia sięga 1866 roku. Henry Holt and Company oraz Holt McDougal publikują różne rodzaje książek.